# Club Atlético Valdemoro
El Club Atlético Valdemoro fue un club de fútbol español de la localidad madrileña de Valdemoro. Fundado en 1966, disputaba sus partidos en el Estadio Municipal de Valdemoro, con capacidad para 3.000 espectadores.

## Trayectoria
| Temporada   | División   | Lugar | Copa del Rey |
| ----------- | ---------- | ----- | ------------ |
| desde 66-67 | Regional   | —     |              |
| hasta 78-79 | Regional   | —     |              |
| 1979/80     | 3.ª        | 18.º  |              |
| 1980/81     | 3.ª        | 19.º  |              |
| desde 81-82 | Regional   | —     |              |
| hasta 84-85 | Regional   | —     |              |
| 1985/86     | 3.ª        | 3.º   |              |
| 1986/87     | 3.ª        | 9.º   |              |
| 1987/88     | 3.ª        | 15.º  |              |
| 1988/89     | 3.ª        | 14.º  |              |
| 1989/90     | 3.ª        | 4.º   |              |
| 1990/91     | 3.ª        | 3.º   |              |
| 1991/92     | 3.ª        | 20.º  |              |
| 1992/93     | Preferente | 5.º   |              |
| 1993/94     | Preferente | –     |              |
| 1994/95     | Preferente | 3.º   |              |
| 1995/96     | 3.ª        | 11.º  |              |

| Temporada | División    | Posición | Copa del Rey |
| --------- | ----------- | -------- | ------------ |
| 1996/97   | 3.ª         | 11.º     |              |
| 1997/98   | 3.ª         | 21.º     |              |
| 1998/99   | Preferente  | 13.º     |              |
| 1999/00   | Preferente  | 10.º     |              |
| 2000/01   | Preferente  | 2.º      |              |
| 2001/02   | 3.ª         | 20.º     |              |
| 2002/03   | Preferente  | 13.º     |              |
| 2003/04   | Preferente  | 6.º      |              |
| 2004/05   | Preferente  | 8.º      |              |
| 2005/06   | Preferente  | 12.º     |              |
| 2006/07   | Preferente  | 17.º     |              |
| 2007/08   | 1.ª Aficio. | 1.º      |              |
| 2008/09   | Preferente  | 9.º      |              |
| 2009/10   | Preferente  | 14.º     |              |
| 2010/11   | Preferente  | 17.º     |              |
| 2011/12   | 1.ª Aficio. | 14       |              |
| 2012/13   | 1.ª Aficio. | 18       |              |
| 2013/14   | 2.ª Aficio. | 17       |              |
| 2015/16   | 3.ª Aficio. | —        |              |
| 2016/17   | 3.ª Aficio. | —        |              |

- 13 temporadas en Tercera División

## Promoción de ascenso a Segunda B

### 1990–91
| Team      | Pld | W | D | L | GF | GA | GD  | Pts |
| --------- | --- | - | - | - | -- | -- | --- | --- |
| Lalín     | 6   | 4 | 0 | 2 | 16 | 6  | +10 | 8   |
| Zamora    | 6   | 4 | 0 | 2 | 12 | 7  | +5  | 8   |
| Valdemoro | 6   | 2 | 0 | 4 | 8  | 15 | -7  | 4   |
| Pumarín   | 6   | 2 | 0 | 4 | 6  | 14 | -8  | 4   |

| Valdemoro | 3–2 | Lalín     |
| Valdemoro | 3–1 | Pumarín   |
| Valdemoro | 0–2 | Zamora    |
| Lalín     | 5–0 | Valdemoro |
| Pumarín   | 2–1 | Valdemoro |
| Zamora    | 3–1 | Valdemoro |